# Зосима, Зой Павлович
Зой Павлович Зосима (греч. Ζώης Ζωσιμάς; 1757, г. Янина — 28 августа [9 сентября] 1827, Москва) — московский дворянин, нежинский грек, купец, коллекционер, меценат и благотворитель, почётный член многих научных обществ Европы и Российской империи. Среди современников был известен как «просвещённый грек».

## Биография
В юности переселился в город Нежин, бывший в составе Гетманщины, где записался в Нежинское греческое братство. Позднее переехал в Москву, где успешно занимался торговлей вместе с шестью братьями (греческий источник приводит пять). После смерти старшего брата Феодосия в 1793 году Зосима решил использовать своё большое состояние на просвещение греков, а также развитие науки и образования в России.

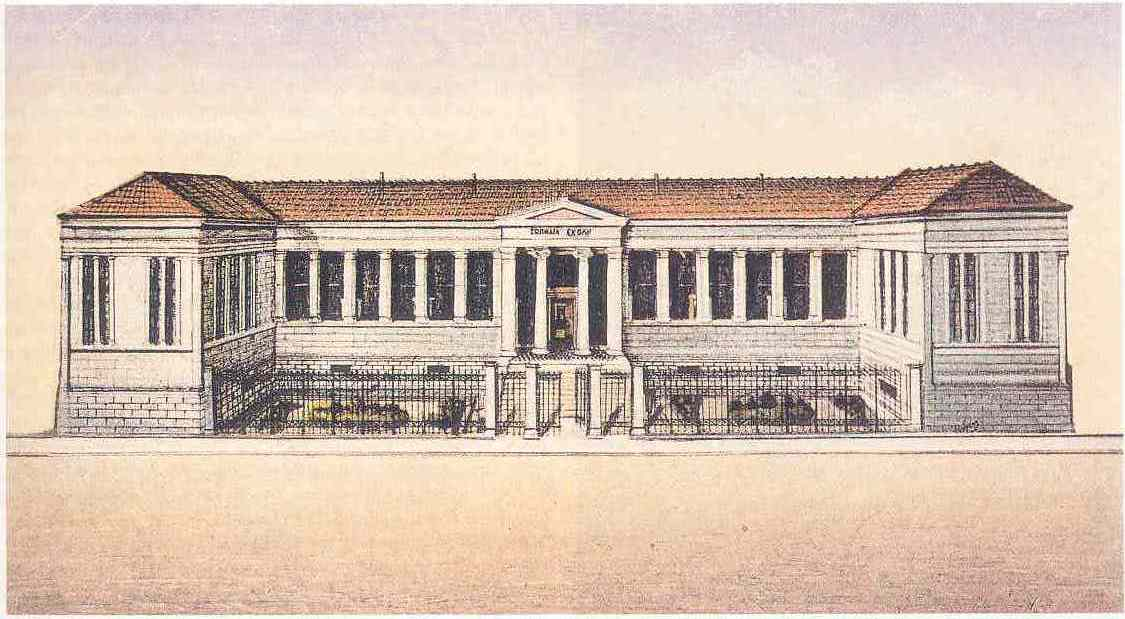
Зосимовская школа в XIX веке

Для помощи грекам Зосима учреждал учебные заведения, обеспечивал их необходимым оборудованием, выплачивал жалованья учителям и наставникам, стипендии для неимущих учеников, помогал бедным и укреплял греческое православие путём издания богословских книг, способствовал восстановлению чистоты и правильности греческого языка. Учреждённая им совместно с братьями Зосимовская школа в Янине сыграла важную роль в греческом образовании во времена Оттоманской империи (и функционирует поныне). В Московской гимназии Зосима учредил на свои средства греческий класс, в Московской медико-хирургической академии содержал в течение ряда лет лектора греческого языка. Почти все греческие книги, напечатанные в Европе при жизни Зосимы, были изданы на его средства. Среди изданий, финансированных З. Зосимой, — греческая Библия, «Краткая история построения Нежинского Благовещенского монастыря» (М., 1815), «Новая полная практическая грамматика греческая», «Полный греческо-российский словарь».
Зосима знаменит рядом крупных пожертвований в пользу многих научных обществ и учебных заведений России. Например, при основании в Москве Практической коммерческой академии в 1810 году им было пожертвовано 20 тысяч рублей, Императорскому обществу испытателей природы пожертвовано более 6 тысяч рублей на публикацию трудов.
В 1812 г. в числе многих московских дворян пожертвовал 30 тысяч рублей для ополчения.
30 мая (11 июня) 1827 уведомил попечителя Московского учебного округа А. А. Писарева о желании пожертвовать «дачу, находящуюся в Пресненской части на трех горах» (ныне Нововаганьковский переулок, 5), «Императорскому Московскому университету на устройство на оном месте Обсерватории, или на что другое полезное с Высочайшего утверждения Его Императорского Величества». Наследники, прежде всего брат Николай Павлович, исполнили пожелание покойного, и в 1831 г. здесь под руководством профессора Д. М. Перевощикова было завершено строительство Астрономической обсерватории Московского университета, а через сто лет, в 1931 году, на базе этой обсерватории был организован (впоследствии и ныне на другом месте) Государственный астрономический институт им. П. К. Штернберга.

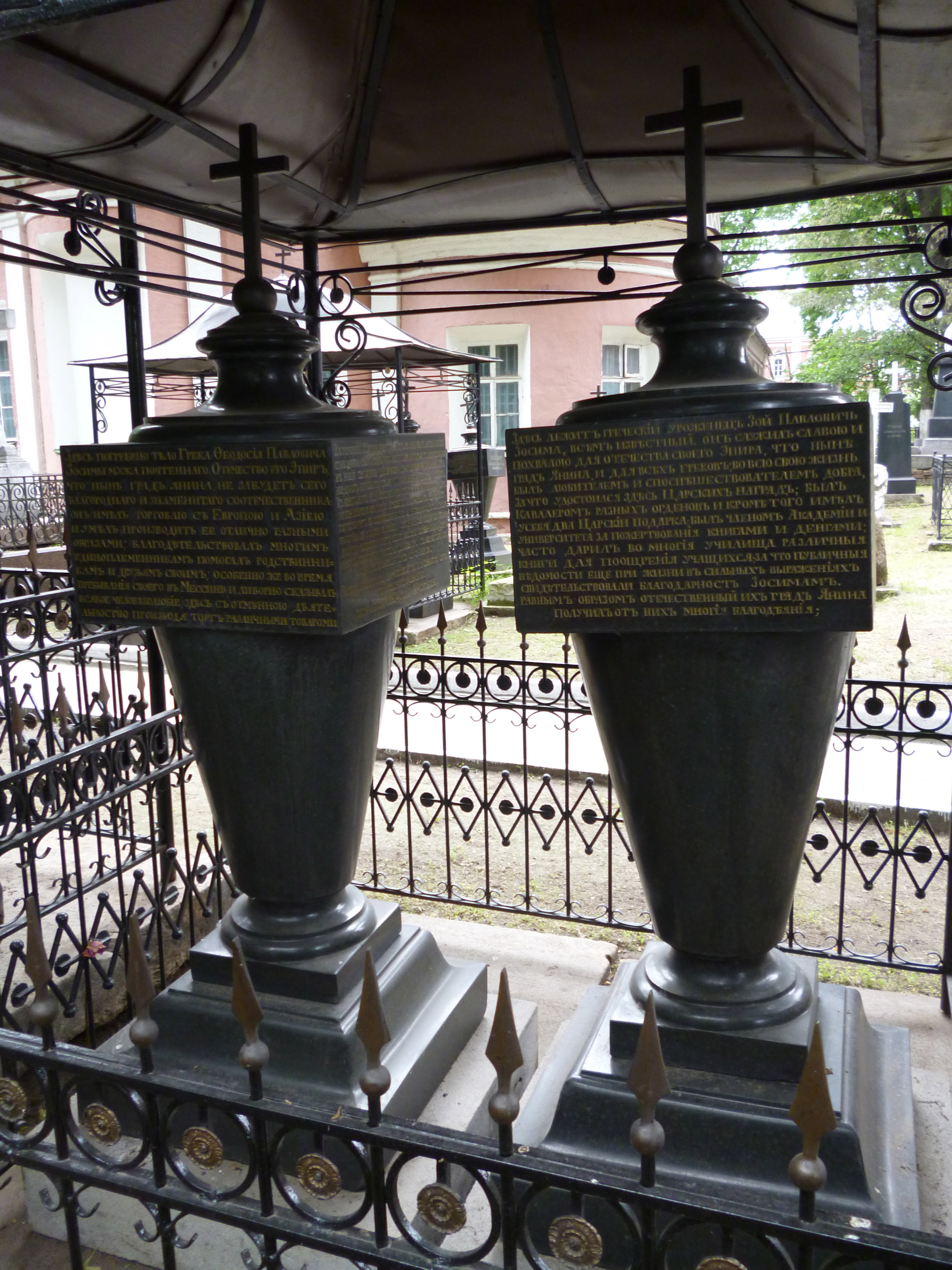
Могилы Зоя и Феодосия Зосимы

Зосима собрал обширную коллекцию монет и медалей (около 18 000 единиц), которая считалась одной из лучших в Европе. Описание коллекции, сделанное профессорами Московского университета Р. Ф. Тимковским и Х. Ф. Маттеем, не сохранилось. Коллекция позднее была отправлена Николаем Зосимой в Афины, где в 1857 году стала основой Нумизматического музея.
Умер бездетным. Похоронен в некрополе Донского монастыря (Старое кладбище).

### Семья
Отец — Хаджи-Панайот Зосима.
Братья — Иоанн, Михаил, Феодосий, Анастасий (?—1819), Николай; сёстры — Александра, Зоица, Ангелика.

## Награды и признание
- Орден Святой Анны 2-й степени
- Орден Святого Владимира 4-й степени
- почётный член Московского университета, Общества испытателей природы, Общества истории и древностей российских, Московской медико-хирургической академии и Практической академии.